# Rohrbach-lès-Bitche
Rohrbach-lès-Bitche település Franciaországban, Moselle megyében. Lakosainak száma 2290 fő (2022. január 1.). Rohrbach-lès-Bitche Enchenberg, Montbronn, Bettviller, Bining, Gros-Réderching és Petit-Réderching községekkel határos.

## Népesség
A település népessége az elmúlt években az alábbi módon változott:
| Lakosok száma | 1623 | 2019 | 2113 | 2172 | 2092 | 2212 | 2283 | 2313 | 2305 | 2290 |
|               | 1968 | 1982 | 1990 | 2006 | 2013 | 2015 | 2017 | 2019 | 2020 | 2022 |